# Bataille de La Tablada
La bataille de la Tablada est une bataille militaire ayant fait rage pendant les guerres civiles argentines entre unitaires et fédéralistes lors du XIXe siècle. Elle a eu lieu dans les environs de la ville de Cordoue, où se trouve actuellement le quartier Colline des Roses, les 22 et 23 juin 1829. La victoire est revenue à l'armée unitaire, permettant à son chef Joseph Paz de consolider sa situation politique et militaire dans la province.

## Antécédents

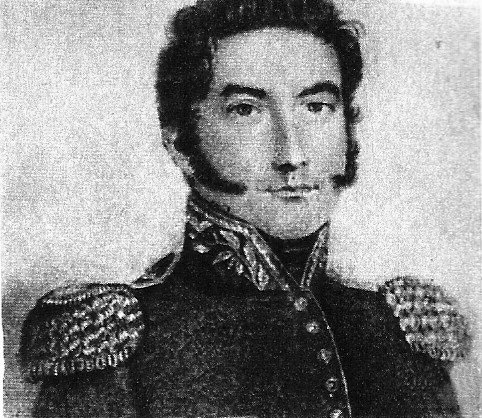
Le général José María Paz en 1829, année de sa victoire contre Quiroga dans la bataille de la Tablada (Lithographie de César Hipólito Bacle).